# Варшавска фондова борса
Варшавската фондова борса (на полски: Giełda Papierów Wartościowych w Warszawie) е една от най-големите фондови борси в Централна и Източна Европа, разположена в град Варшава, Полша.

## История
Борсата функционира от 12 април 1991 година.